# Президентский дворец (Магас)
Президентский дворец в городе Магас — столицы Республики Ингушетия. Является официальной резиденцией Главы Ингушетии, где функционирует его администрация. Дворец является первым объектом современного города Магас и его достопримечательностью.
Президентский дворец расположен на проспекте Идриса Зязикова прямо напротив площади Алания и Магас Тауэра. Слева от переднего двора и парадного въезда дворца стоит здание Народного Собрания — Парламента Ингушетии, справа — здание Правительства Республики Ингушетия.

## Историческая справка

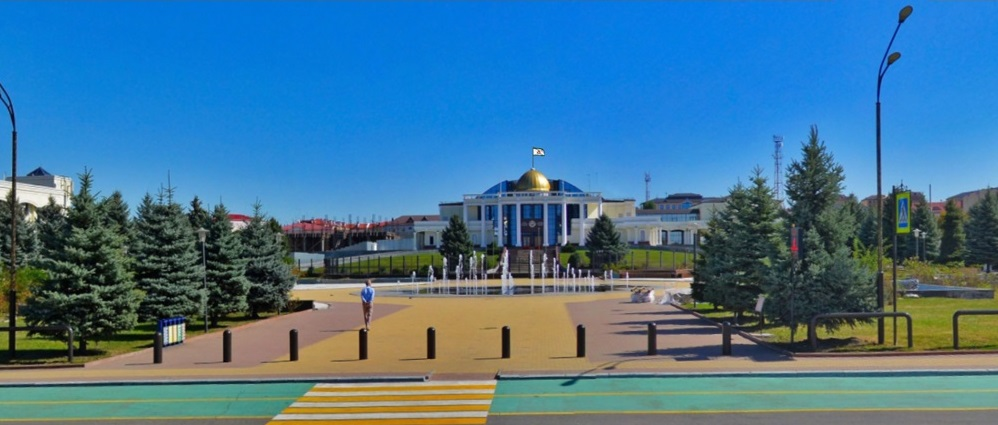
Дворец Президента Ингушетии

Закладка первого камня строительства новой столицы Ингушетии состоялась 23 февраля 1994 года. Было начато строительство столичного государственно-административного комплекса, основным зданием которого является Президентский дворец. Его торжественное открытие состоялось 31 октября 1998 года. Так дворец стал первым объектом города Магаса.
В 2013 году верхний этаж и крыша здания были реконструированы. Мягкая кровля заменена на скатную, на крыше был сооружён зимний сад. В июне того же года было начато строительство с боковых фасадов резиденции двух пристроек. В одной расположены банкетный зал, зал заседаний с лобби-баром и приемная Главы республики, во второй предусмотрены административные кабинеты. Все работы выполняются в том же архитектурном стиле, что создаёт единый архитектурный ансамбль дворца.